# ジャン・コラーリ

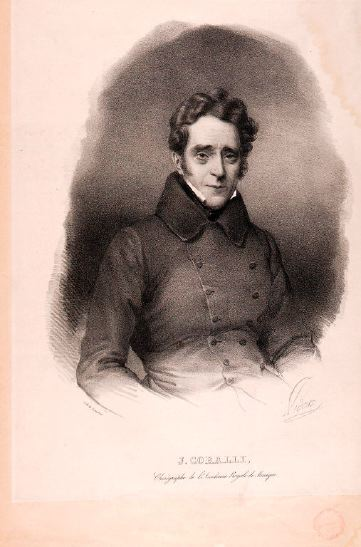
ジャン・コラーリ、1830年

ジャン・コラーリ（Jean Coralli、1779年1月15日 - 1854年5月1日、ジャン・コラリとも）は、フランスのバレエダンサー・振付家である。ロマンティック・バレエの代表作の一つ『ジゼル』の振付などで後世に広く知られている。

## プロフィール
コラーリの本名はJean Coralli Peraciniといい、パリで生まれた。彼はパリ・オペラ座の付属バレエ学校でバレエを学び、1802年に舞台にデビューした。
コラーリは1805年に振付家としてもデビューし、ウィーン、ミラノ、マルセイユ、リスボンなどで数々の作品を発表している。
1825年にコラーリは、パリのポルト・サン・マルタン劇場（en:Théâtre de la Porte Saint-Martin）のバレエマスターに就任し、1831年にオペラ座に移籍した。
この時期に彼は『松葉杖の悪魔』（Le Diable boìteaux、1836年）、『ジゼル』（1841年）、『ラ・ペリ』（1843年）などの作品を発表し、ロマンティック・バレエ期を代表する振付家として広く知られるようになった。
コラーリは1848年に引退し、1854年にパリで死去した。

## 主な振付作品
- Le Mariage de raison（1827年）
- La Neige（1827年）
- Les Artistes（1828年）
- La Tempête; ou, L'Ile des génies（1834年、ジャン・シュナイツホーファ作曲）
- 松葉杖の悪魔（Le Diable boìteaux、1836年）
- ジゼル（1841年、アドルフ・アダン作曲）
- ラ・ペリ（1843年、ヨハン・ブルグミュラー作曲）
- Eucharis（1844年、エドゥアール・デルデヴェス作曲）